# Prosimulium kanii
Prosimulium kanii är en tvåvingeart som beskrevs av Uemoto, Onishi och Orii 1973. Prosimulium kanii ingår i släktet Prosimulium och familjen knott. Inga underarter finns listade i Catalogue of Life.